# Betacixius robustus
Betacixius robustus är en insektsart som beskrevs av Jacobi 1944. Betacixius robustus ingår i släktet Betacixius och familjen kilstritar. Inga underarter finns listade i Catalogue of Life.